# Açude 25 de Março
O Açude 25 de Março é o mais antigo reservatório de Pau dos Ferros, município brasileiro no interior do estado do Rio Grande do Norte.  Situado no meio do curso do riacho das Cajazeiras ou da Lagoinha, na bacia hidrográfica do rio Apodi-Mossoró, é administrado pela Secretaria Estadual de Meio Ambiente e dos Recursos Hídricos (SEMARH) e possui capacidade para 8,181 milhões de metros cúbicos (m³) de água, sendo que sua bacia hidrográfica cobre uma área de 2 057,5 quilômetros quadrados (km²).
A ideia de construção do açude surgiu no século XIX, mais especificamente em 1888, em decorrência da escassez de chuvas naquele ano. A seca prosseguiu no ano seguinte e, tendo em vista a difícil situação da população, foi realizada uma sessão na câmara municipal de vereadores para debater o problema, no dia 26 de abril de 1889. Na ocasião, o senhor Joaquim José Correia, presidente da intendência municipal, sugeriu ao governo provincial a construção de um reservatório, capaz de suprir a demanda de água da cidade. O pedido foi atendido e ainda no mesmo ano se iniciaram as obras de construção do reservatório. As paredes do açude foram erguidas em 1894.
A inauguração ocorreu em 1897, no dia 25 de março, data de sua primeira sangria, que deu o nome ao reservatório. Em 1915, em meio a outra grande seca atingiu a região, a parede do açude foi ampliada para 500 metros de comprimento, cujas obras foram realizadas com recursos do governo federal e se encerraram em 1916. Consequentemente, sua capacidade volumétrica aumentou para mais de 8 000 000 m³. O Açude 25 de Março abasteceu a população de Pau dos Ferros até a década de 1960, quando foi construído o Açude Pau dos Ferros.
No passado, as terras ao redor do açude também eram utilizadas na agricultura, com o cultivo e irrigação de frutas e hortaliças, e na pecuária, para dar de beber ao gado. Quando o reservatório atinge sua capacidade máxima, especialmente em anos chuvosos, a sangria do açude divide o bairro Riacho do Meio em duas partes, indo desaguar no rio Apodi-Mossoró, em um sítio na zona rural de Pau dos Ferros.